# Theodor Krücke

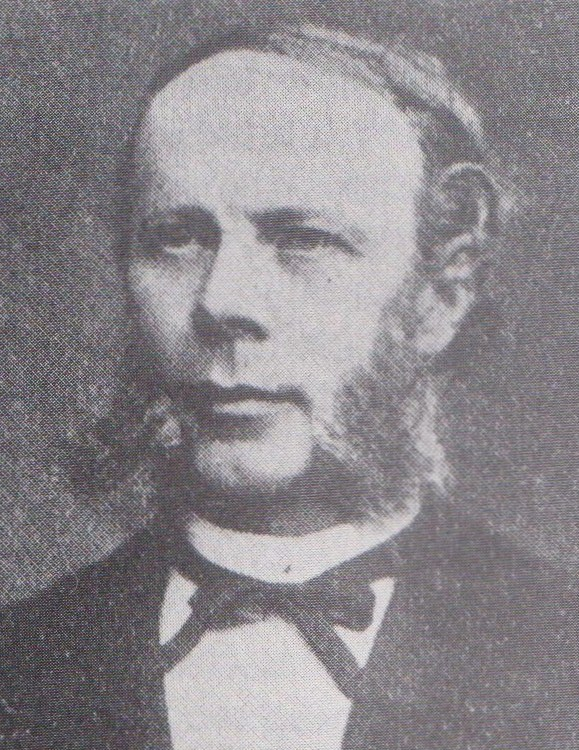
Theodor Krücke

Theodor Krücke (* 19. Jahrhundert in Langenholzhausen; † 11. Oktober 1912 in Lichterfelde bei Berlin) war ein deutscher Lehrer, Pastor und Politiker.

## Leben
Krücke war der zweite Sohn des in Langenholzhausen tätigen Pastors Wilhelm Krücke. Nach dem Besuch des Gymnasiums in Lemgo und Studium in Erlangen sowie Berlin wurde er am 6. März 1861 zum Landeskandidat ernannt. Nach kurzer Zeit als Hilfsprediger in Bremen erhielt Theodor Krücke die Stelle als Hilfslehrer am Fürstlichen Schullehrerseminar und Gymnasium zu Detmold. 1884 bestand er das Staatsexamen.
1865 wurde Krücke als 17. Pastor an die evangelische Kirche in Wüsten berufen. Zwölf Jahre später ging er als Pastor nach Salzuflen und war dort über zehn Jahre im Amt.

„Se. Durchlaucht der Fürst haben gnädigst geruht, die erledigte Pfarrstelle zu Salzuflen dem von dem dortigen Magistrate präsentierten Pastor Krücke zu Wüsten zu verleihen.
Detmold, den 11. December 1876. / Fürtlich Lippisches Consitorium. / B. Meyer.“

Am 20. Januar 1887 wurde Theodor Krücke zum Pastor in die Schlosskirchengemeinde der brandenburgischen Kleinstadt Altlandsberg gewählt. Hier war er bis zum Oktober 1909 tätig.
Theodor Krücke starb am 11. Oktober 1912  in Lichterfelde bei Berlin.

## Politik
Im Herbst 1876 nahm Krücke als Kandidat an der Wahl zum Lippischen Landtag teil.
Im 7. Wahlbezirk wurde aufgrund von Stimmengleichheit zwischen Krücke und Wilhelm Büxten eine Stichwahl angeordnet. Folgendes Resultat hat sich dabei herausgestellt:
| Ort             | Stimmen für Büxten | Stimmen für Krücke |
| Schötmar        | 148                | 27                 |
| Grastrup        | 56                 | 149                |
| Wüsten          | 9                  | 303                |
| Ahmsen          | 62                 | 40                 |
| Bexten          | 110                | 81                 |
| Lockhausen      | 63                 | 26                 |
| Lindemannsbusch | 44                 | 32                 |
| Nienhagen       | 23                 | 60                 |
| Oerlinghausen   | 177                | 6                  |
| Scherenkrug     | 36                 | 69                 |
| Helpup          | 117                | 45                 |
| Leopoldshöhe    | 63                 | 78                 |
| Evenhausen      | 66                 | 58                 |
| Gesamt          | 974                | 974                |

Da nun wieder eine Stimmengleichheit erzielt wurde, sollte die Wahl per Losentscheid entschieden werden.